# Drapaire
|  | No s'ha de confondre amb l'ofici de fabricar i teixir teles que s'anomena draper. |

Un drapaire és la persona que recicla i reutilitza materials de rebuig per al seu posterior aprofitament i comercialització.
El seu origen està vinculat amb els draps de teixit, antigament molt més cars de produir, i que es tornaven a teixir o es reconvertien en altres peces per a poder-se usar més vegades.
Tot i així el concepte de drapaire pot fer referència a qualsevol tipus de feina que inclogui la recollida de residus com a mitjà de vida. Entre els més apreciats, a part de teles, s'hi troba el paper i el cartró, el vidre, tot tipus de metalls, més conegut com a ferralla, i més recentment, els productes electrònics.
En la cultura popular sovint s'ha relacionat l'ofici de drapaire amb la figura fantàstica de l'home del sac tal com recull Joan Manuel Serrat a la seva cançó El drapaire.
Avui dia, a les ciutats occidentals, l'ofici de drapaire es troba caracteritzat o associat amb les persones sense llar i les que han migrat il·legalment. Que troben en les feines de reciclador una font de recursos per a subsistir. Esdevenint així una part necessària i invisibilitzada de l'economia circular.